# Ober-Larymna
Ober-Larymna (altgriechisch Άνω Λάρυμνα (f. sg.)) war eine antike, griechische Stadt. Sie lag etwa vier Kilometer südlich des heutigen Larymna. In ihrer Nähe befand sich der Ort Anchoë (altgriechisch ἀναχοή, Ausguss). Der Fluss Kephissos, der etwa 3,5 km nördlich im Kopaïs-See in der großen Katavothre versickerte, kam hier wieder zum Vorschein und soll dort einen See gebildet haben. Die Akropolis von Ober-Larymna lag südöstlich, rechts des Kephissos auf einem kegelförmigen Hügel. Die Stadt erstreckte sich bis zu einer tieferen Ebene, die heute den Namen Bazaraki (griechisch παζαράκι, kleiner Markt) trägt. Hier soll sich der antike Marktplatz befunden haben.
Strabon bezeichnete das obere Larymna als lokrisch und das an der Mündung des Kephissos gelegene untere Larymna als böotisch. Die Römer unterstellten das obere dem unteren Larymna. Auf der Akropolis fand man polygonales Mauerwerk und Mauern aus regelmäßigen Quadern, außerdem gibt es Reste eines mittelalterlichen Turms.